# Pepzyme
Ein Pepzym ist ein synthetisch hergestelltes Peptid, das als Enzym wirkt und in verschiedenen industriellen Anwendungen genutzt wird. Es besteht aus 10 bis 100 Aminosäuren und ist damit wesentlich kleiner als natürliche Enzyme. 
Einer der wesentlichen Vorteile des Pepzym liegt in der einfacheren technischen Handhabung gegenüber den natürlichen, meistens metallhaltigen Enzymen wie etwa der Oxalacetat-Decarboxylase. Außerdem besitzen Pepzyme meistens eine längere biologische Halbwertszeit und sie rufen bei medizinischen Anwendungen eine geringere Immunreaktion hervor, bedingt durch die geringere Molekülgröße.